# The Righteous Brothers

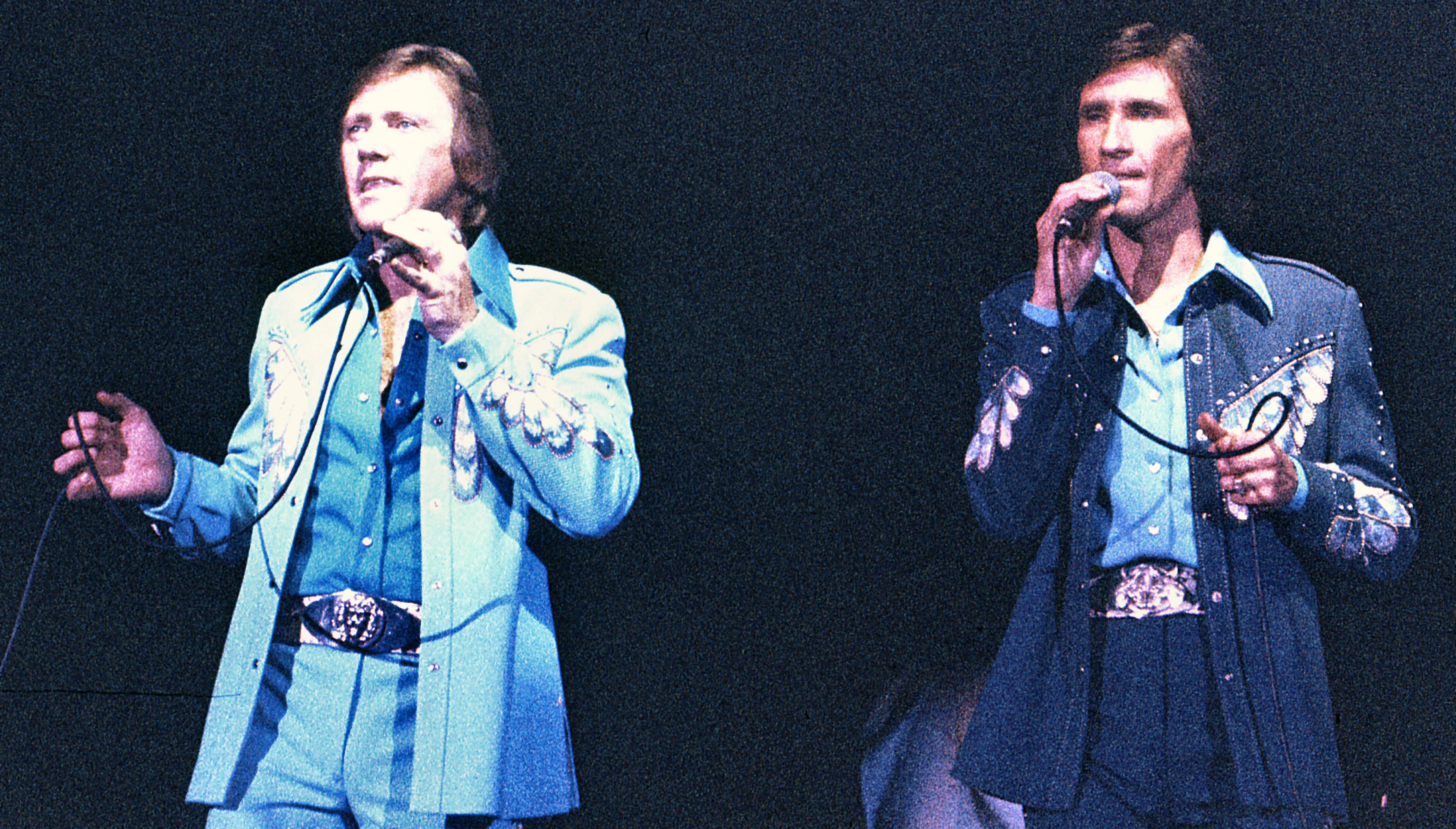
The Righteous Brothers, 1976

The Righteous Brothers waren ein amerikanisches Gesangsduo, bestehend aus Bill Medley und Bobby Hatfield, das hauptsächlich in den 1960er Jahren Erfolge hatte.

## Geschichte
Begonnen hatten Medley und Hatfield 1962 als The Paramours. Sie fanden rasch eine große Fangemeinde und bekamen einen Plattenvertrag bei Moonglow Records. Von den Fans wurde ihr Sound als „Righteous“ („redlich“) bezeichnet, daher änderten sie ihren Namen in The Righteous Brothers. Im April 1963 veröffentlichten sie mit Little Latin Lupe Lu ihre erste Single.
1964 wurden sie vom Produzenten Phil Spector unter Vertrag genommen. Dieser peppte den Soulgesang der beiden mit einer Vielzahl von Instrumenten zu einer bombastisch anmutenden „Wall of Sound“ auf. 1964/65 hatten die Righteous Brothers mit You’ve Lost That Lovin’ Feelin’ ihren größten Erfolg. Der bombastische Popsong mit Bläsern, Geigern und Pauken wurde ein internationaler Millionenseller. Mit Unchained Melody und Ebb Tide folgten weitere große Erfolge.
1966 trennten sie sich von Spector. Mit Soul and Inspiration konnten sie nur noch einen großen Erfolg erzielen. White Cliffs of Dover und He sind weitere bekannte Titel.

## Trennung
1968 folgte die Trennung. Ein erneuter Zusammenschluss 1974 brachte noch einmal kleinere Erfolge (Rock and Roll Heaven), aber 1976 ging man erneut getrennte Wege.
1987 glückte Bill Medley ein glanzvolles Comeback. Zusammen mit Jennifer Warnes sang er den Titelsong (I’ve Had) The Time of My Life aus dem Erfolgsfilm Dirty Dancing mit Patrick Swayze. Das Lied wurde ein internationaler Bestseller.

## Bekanntheit
Dass The Righteous Brothers auch in neuerer Zeit wieder recht bekannt sind, verdanken sie u. a. dem Film Ghost – Nachricht von Sam (mit Patrick Swayze), in dem ihre Version der Unchained Melody Verwendung fand. Daraufhin schoss das Lied 1990 auf Platz 1 in England und auch in die deutschen Top Ten und erreichte in der Folge in zwei weiteren Versionen anderer Künstler nochmals Platz 1. Mit der Version von Jimmy Young von 1955 ist es damit das einzige Lied, das es in vier Versionen an die Spitze schaffte. Dabei war die Version der Righteous Brothers nicht das Original. Die Originalaufnahme war etliche Jahre älter und stand im Jahr 1955 gleich mit vier Interpreten in den US-Charts: Les Baxter und sein Orchester erreichten Platz 1, Al Hibbler Platz 3, Roy Hamilton Platz 6 und June Valli Platz 29. Das Lied stammte aus dem Film Unchained (deutsch: "Escape – die Flucht"), der 1955 in die US-Kinos kam. Es ging um ein Gefängnis ohne Zellen, ohne Gitterstäbe, nach einer Vorlage aus dem Buch Prisoners Are People des Schriftstellers Hall Bartlett. Das handelt von einem Gouverneur, der in einem US-Bundesstaat neu gewählt wird. Über den Strafvollzug in den Gefängnissen ist er entsetzt. Er möchte es auf eine ganz neue Art versuchen und lässt die Zellengitter abreißen. Die Geschichte entwickelte sich zu einem Drama.
The Righteous Brothers wurden am 10. März 2003 in die Rock and Roll Hall of Fame aufgenommen, nur wenige Monate vor dem Tod von Bobby Hatfield.

## Trivia
1978 coverte die Popgruppe Clout den Song Substitute, und war damit viele Wochen in den Charts, allein in Deutschland dreimal auf Platz 1 (23. Oktober bis 12. November 1978). Das Lied stammt im Original von dem Album The Sons of Mrs. Righteous der Righteous Brothers aus dem Jahr 1975.

## Diskografie
Studioalben

| Jahr | Titel Musiklabel Katalog-Nr.                      | Höchstplatzierung, Gesamtwochen, AuszeichnungChartplatzierungen (Jahr, Titel, Musiklabel Katalog-Nr., Platzierungen, Wochen, Auszeichnungen, Anmerkungen) | Höchstplatzierung, Gesamtwochen, AuszeichnungChartplatzierungen (Jahr, Titel, Musiklabel Katalog-Nr., Platzierungen, Wochen, Auszeichnungen, Anmerkungen) | Höchstplatzierung, Gesamtwochen, AuszeichnungChartplatzierungen (Jahr, Titel, Musiklabel Katalog-Nr., Platzierungen, Wochen, Auszeichnungen, Anmerkungen) | Höchstplatzierung, Gesamtwochen, AuszeichnungChartplatzierungen (Jahr, Titel, Musiklabel Katalog-Nr., Platzierungen, Wochen, Auszeichnungen, Anmerkungen) | Höchstplatzierung, Gesamtwochen, AuszeichnungChartplatzierungen (Jahr, Titel, Musiklabel Katalog-Nr., Platzierungen, Wochen, Auszeichnungen, Anmerkungen) | Höchstplatzierung, Gesamtwochen, AuszeichnungChartplatzierungen (Jahr, Titel, Musiklabel Katalog-Nr., Platzierungen, Wochen, Auszeichnungen, Anmerkungen) | Anmerkungen                                                          |
| Jahr | Titel Musiklabel Katalog-Nr.                      | DE | AT | CH | UK | US | R&B | Anmerkungen                                                          |
| ---- | ------------------------------------------------- | --- | --- | --- | --- | --- | --- | -------------------------------------------------------------------- |
| 1963 | Right Now! Moonglow MLP-1001                      | — | — | — | — | US11 (21 Wo.)US | R&B8 (1 Wo.)R&B | Erstveröffentlichung: 1963 Produzent: Bill Medley                    |
| 1964 | Some Blue-Eyed Soul Moonglow MLP-1002             | — | — | — | — | US14 (20 Wo.)US | — | Erstveröffentlichung: 1964 Produzent: Bill Medley                    |
| 1965 | You’ve Lost That Lovin’ Feelin’ Philles PHLP-4007 | — | — | — | — | US4 (67 Wo.)US | R&B3 (6 Wo.)R&B | Erstveröffentlichung: 1965 Produzent: Bill Medley                    |
| 1965 | Just Once in My Life … Philles PHLP-4008          | — | — | — | — | US9 (41 Wo.)US | R&B8 (4 Wo.)R&B | Erstveröffentlichung: 1965 Produzenten: Bill Medley, Phil Spector    |
| 1965 | This Is New! Moonglow MLP-1003                    | — | — | — | — | US39 (20 Wo.)US | — | Erstveröffentlichung: 1965                                           |
| 1965 | Back to Back Philles PHLP-4009                    | — | — | — | — | US16 (26 Wo.)US | — | Erstveröffentlichung: 1965 Produzent: Phil Spector                   |
| 1966 | Soul & Inspiration Verve V-5001                   | — | — | — | — | US7 Gold · (32 Wo.)US | R&B18 (5 Wo.)R&B | Erstveröffentlichung: 1966 Produzent: Bill Medley                    |
| 1966 | Go Ahead and Cry Verve V-5004                     | — | — | — | — | US32 (20 Wo.)US | — | Erstveröffentlichung: 1966 Produzent: Bill Medley                    |
| 1967 | Sayin’ Somethin’ Verve V-5010                     | — | — | — | — | US155 (15 Wo.)US | — | Erstveröffentlichung: 1967 Produzent: Bill Medley                    |
| 1967 | Souled Out Verve V-5031                           | — | — | — | — | US198 (2 Wo.)US | — | Erstveröffentlichung: 1967 Produzent: Mickey Stevenson               |
| 1968 | One for the Road Verve V-5058                     | — | — | — | — | US187 (2 Wo.)US | — | Erstveröffentlichung: 1968                                           |
| 1974 | Give It to the People Capitol ST-9201             | — | — | — | — | US27 (18 Wo.)US | — | Erstveröffentlichung: 1974 Produzenten: Brian Potter, Dennis Lambert |

grau schraffiert: keine Chartdaten aus diesem Jahr verfügbar
Weitere Studioalben
- 1968: Standards
- 1969: Re-Birth
- 1973: Two by Two
- 1975: The Sons of Mrs. Righteous
- 1990: Reunion
- 1998: Soul and Inspiration